# Schloss Liebeneck

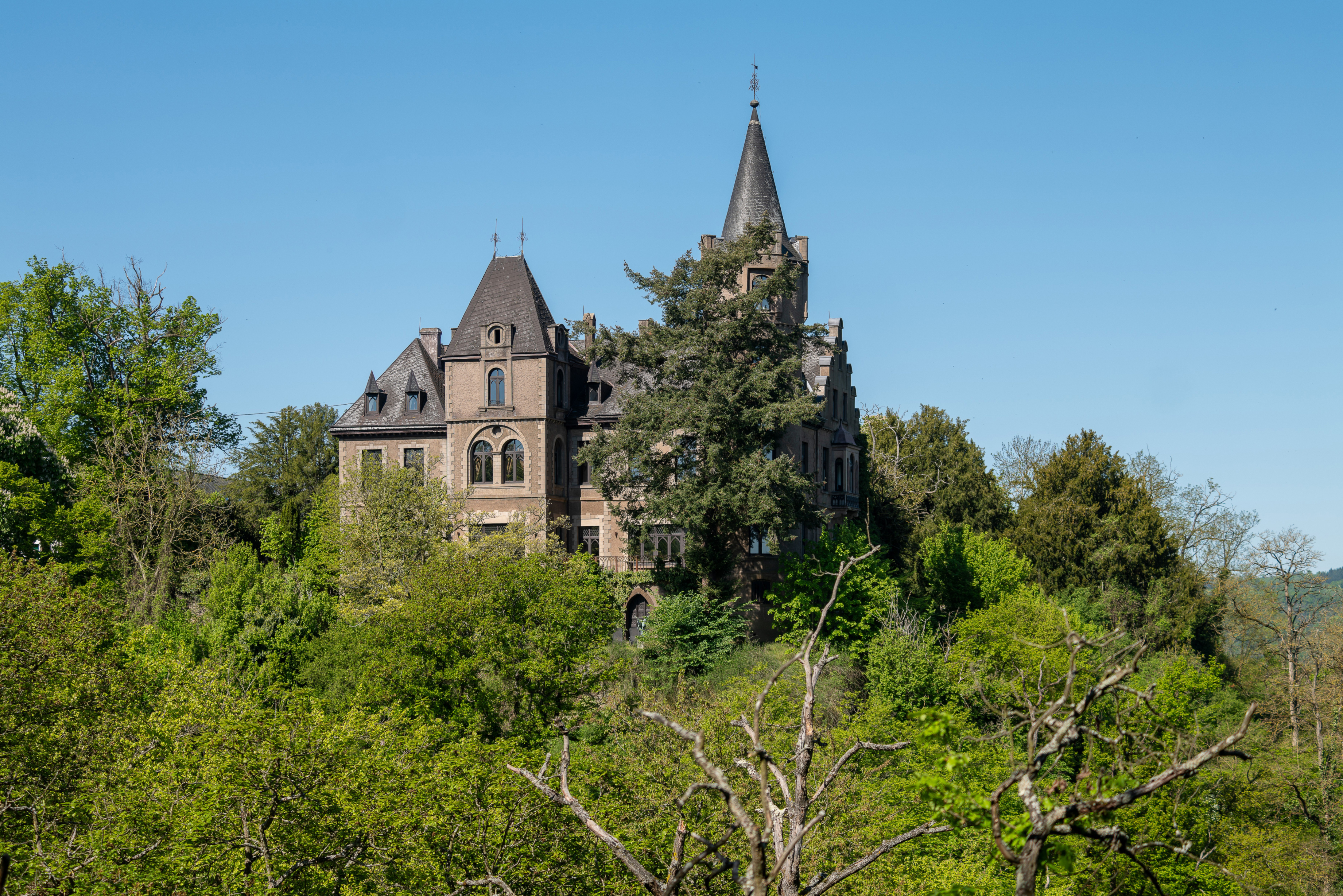
Schloss Liebeneck, Nordostseite

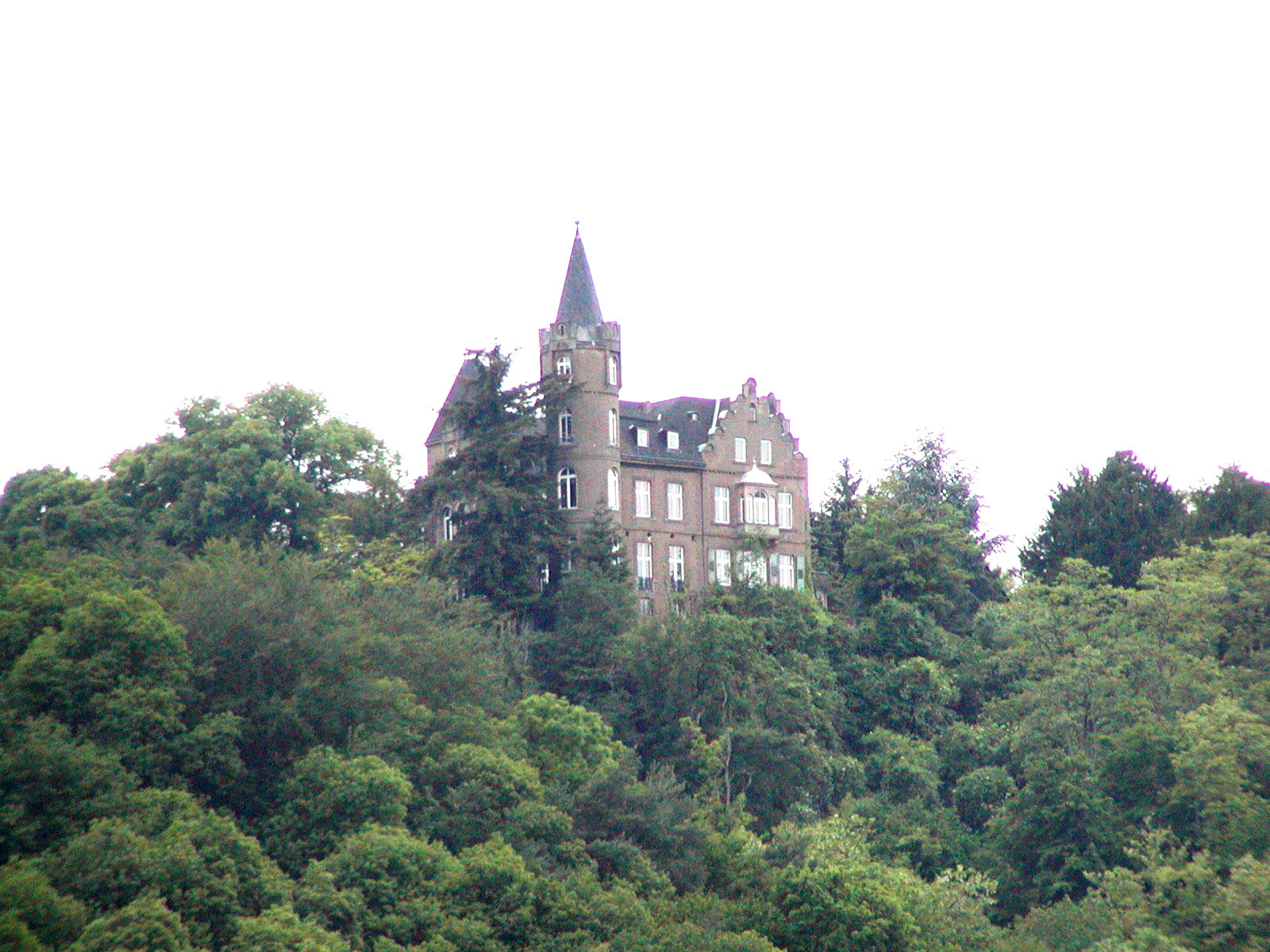
Schloss Liebeneck vom Rhein aus gesehen

Schloss Liebeneck ist ein Jagdschloss über der Ortsgemeinde Osterspai im Rhein-Lahn-Kreis in Rheinland-Pfalz.
Seit 2002 ist das Schloss Liebeneck Teil des UNESCO-Welterbes Oberes Mittelrheintal.

## Geschichte
Um 1590 wurde das Schlösschen für die Herren von Liebenstein errichtet. Damals handelte es sich, einem Brief aus dem Jahr 1610 nach zu schließen, nur um ein Festes Haus mit landwirtschaftlichen Nebengebäuden. Zu diesem Zeitpunkt hieß die Anlage Grauborn. Kurz darauf gaben die Herren von Liebenstein ihren bisherigen Hauptsitz Burg Liebenstein auf und zogen nach Liebeneck, das moderner ausgestattet war und strategisch günstiger in ihrem kleinen, dreigeteilten Gebiet lag. 1637 starben die von Liebenstein aus. Ihr Lehen wurde an die Freiherren von Waldenburg, genannt Schenckern, neu vergeben und 1793 noch einmal an Freiherr Georg Ernst Ludwig von Preuschen von und zu Liebenstein als Entlohnung für den von ihm erarbeiteten Nassauischen Erbverein, ein Abkommen zwischen den verschiedenen Linien des Hauses Nassau.
Mit dem Reichsdeputationshauptschluss wurde das Reichslehen aufgelöst und 1806 dem neu geschaffenen Herzogtum Nassau zugeschlagen. Das Schloss und die Grundherrschaft blieben im Besitz der Familie von Preuschen, die das Schloss 1831 in ein Fideikommiss umwandelten und nur noch als Sommersitz nutzten.
In der zweiten Hälfte des 19. Jahrhunderts genügte die Anlage den Ansprüchen der Familie immer weniger. Die beiden Fideikommissherren Freiherr Franz Georg Ernst Ludwig (1804 bis 1887) und dessen Neffe Freiherr Klemens August Ludwig von Preuschen von und zu Liebenstein (1840 bis 1913) planten ab 1870 eine Modernisierung des Schlosses. Der ältere der beiden wollte das Anwesen wieder als ganzjährigen Besitz bewohnen. Zunächst gab es jedoch Auseinandersetzungen um Renovierungskosten und zukünftige Nutzungsrechte zwischen ihm und seinem weniger wohlhabenden Neffen. Nachdem 1872 ein Teilungsvertrag zwischen beiden geschlossen und das alte Wohnhaus abgerissen worden war, baute der Bopparder Architekt Joseph Balthasar Fuchs das Schloss 1873 bis 1875 im Stil des Historismus, genauer der Neorenaissance, um.
Nach dem Ersten Weltkrieg besetzten und verwüsteten französische Truppen das Schloss. Anschließend folgte eine Instandsetzung. 1960 erwarb der Hotelier Doysen ein Erbbaurecht an der Anlage. 1972 kaufte die Familie Schnierle aus Bonn das Schloss und baute es zu ihrem Familienwohnsitz um. Eine Besichtigung ist heute nur von außen möglich.

## Die alte Schlossanlage
Die Schlossanlage war bis zum Abriss 1873 rund 43 Meter lang und 22,5 Meter breit. Das Hauptgebäude wies an der Nordostecke zwei und drei Stockwerke auf der Rheinseite sowie einen viergeschossigen runden Eckturm auf. Im Süden schlossen sich ein Küchenbau und weitere Anbauten an. Nördlich war eine Kapelle an das Hauptgebäude angebaut. Im Westen des Hofs lag ein Garten, der zum Rhein hin von heute noch bestehenden Eiben begrenzt wurde. In geringer südwestlicher Entfernung vom Schloss lag bereits damals der heute noch bestehende Hof, damals ein Pächtergut, das 1849 mit einem neuen spätklassizistischen Hauptgebäude versehen wurde. Ein Fußpfad führte zum Rhein, wo auf der Camper Spitze ein Pavillon stand. Von diesem 1872 durch Vandalismus zerstörten Häuschen aus konnte man die Burg Liebenstein sehen, das einstige Zentrum der Herrschaft.

## Die neue Schlossanlage
Teile der Grundmauern blieben bei den Umbauten ab 1873 erhalten. Insgesamt hat der neue Schlossbau mit seiner Grundfläche von 28 auf 19,5 Meter ein erheblich größeres Volumen. Das Mauerwerk besteht aus Backsteinen auf einem Bruchsteinfundament. Das Haus ist zweigeschossig, mit einem Untergeschoss, das auf der Rheinseite ebenerdig betreten werden kann. Der nordöstliche viergeschossige Rundturm des Vorgängerbaus wurde nachempfunden. Ost- und Nordseite sind jeweils mit einem Risalit versehen, die Westseite mit zwei Stufengiebeln. Der Ost-Risalit ist mit einem Zugang zum Treppenhaus versehen, der Nord-Risalit mit einem Doppelportal mit dem Allianzwappen von Preuschen/von Schwartzenau. Zu dem ursprünglich vorgesehenen Bau eines eigenen Gebäudeflügels für Klemens August Ludwig von Preuschen von und zu Liebenstein an der Nordseite kam es nicht.
Zu der Anlage gehört ein Park um das Schloss, ein 1850 angelegter Familienfriedhof der Familie von Preuschen und die eingefasste Quelle Grauborn. Nach dem Zweiten Weltkrieg wurde das bis dahin erhalten gebliebene Backhaus des alten Schlosses abgerissen. In den 1960er Jahren veränderte der neue Besitzer vor allem die innere Raumaufteilung und setzte eine Terrasse vor die Ostfassade. Teilweise wurden diese Umbauten ab 1972 wieder rückgängig gemacht.
Koordinaten: 50° 14′ 28,5″ N, 7° 37′ 8,4″ O